# W817: 8eraf!
W817: 8eraf! (uitspraak: "wacht eens even: achteraf") is een Vlaamse komische film uit 2021. De film is een vervolg op de televisieserie W817, die liep van 1999 tot 2003. De film is de laatste verschijning van Aron Wade op beeld voor zijn overlijden in september 2024.

## Productie
Op 4 maart 2020 maakte de castleden van de televisieserie W817 de plannen bekend een film te willen maken als een eenmalig vervolg op de serie. Om de financiering van de film rond te krijgen, werd gebruik gemaakt van crowdfunding: enkel indien voor 4 april 2020 50.000 mensen reeds een ticket hadden gekocht, zou de film gemaakt kunnen worden. Op 3 april 2020 werd bekendgemaakt dat dit doel was behaald.
De film zou oorspronkelijk uitkomen in het najaar van 2020, maar door de coronapandemie moesten de opnames een jaar uitgesteld worden. De eerste draaidag vond uiteindelijk pas plaats op 26 april 2021. Op 29 september dat jaar werd een trailer uitgebracht en op 26 november 2021 ging de film in première.
Op 16 april 2022 werd de film voor het eerst uitgezonden op Eén.

## Verhaal
De kotvrienden uit de oorspronkelijke televisieserie hebben elkaar na hun studies uit het oog verloren. Ze volgden elk hun dromen en passies en staan op een kantelpunt in hun leven. Op een dag ontvangen ze een mysterieuze videoboodschap van tech-geek Carlo. Hij nodigt zijn oude kotgenoten uit op een heel speciaal feest voor een 'bijzondere gelegenheid'.
Tijdens een zeer geanimeerd weekend ontdekken Steve, Birgit, Zoë, Tom, Ellen en Jasmijn dat er in al die jaren veel en tegelijkertijd ook weinig veranderd is. Maar waar is Akke? En wat is Carlo eigenlijk echt van plan?

## Rolverdeling

### Hoofdpersonages
| Acteur               | Personage         |
| -------------------- | ----------------- |
| Govert Deploige      | Steve Mertens     |
| Kadèr Gürbüz         | Birgit Baukens    |
| Britt Van Der Borght | Zoë Zonderland    |
| Danny Timmermans     | Tom De Rijcke     |
| Aron Wade            | Akke Impens       |
| Aagje Dom            | Jasmijn De Ridder |
| Jenne Decleir        | Carlo Stadeus     |
| Machteld Timmermans  | Ellen Devrooy     |

### Nevenpersonages
| Acteur            | Personage        |
| ----------------- | ---------------- |
| Clara Cleymans    | Isabel           |
| Sofie Van Moll    | Hanna            |
| Yemi Oduwale      | Matteo           |
| Jeron Amin Dewulf | Johan            |
| Frans Van der Aa  | Alfons De Ridder |